# Pojazd wolnobieżny
Pojazd wolnobieżny – według ustawy o ruchu drogowym w Polsce pojazd silnikowy, którego konstrukcja ogranicza prędkość jazdy do 25 km/h, z wyjątkiem ciągników rolniczych. Pojazdy wolnobieżne są wykorzystywane w rolnictwie, leśnictwie, budownictwie i transporcie bliskim. Do prowadzenia tego typu pojazdów wystarczy prawo jazdy kat. B, jednakże przy ciągnięciu przyczep o dmc przekraczającej 750 kg potrzebna jest jeszcze rozszerzenie uprawnień lub kat. T. Natomiast do obsługi tych maszyn, które są wyposażone w osprzęt roboczy, potrzebne jest także zaświadczenie eksploatacyjne (wydawane przez CDR) dla pojazdów rolniczych, zaświadczenie kwalifikacyjne (wydawane przez UDT) dla pojazdów leśnych i wózków transportowych, oraz książeczka operatora (wydawana przez IMBiGS) dla pojazdów budowlanych. Urządzenia nie są pojazdami wolnobieżnymi (prawnie z wyjątkiem Ustawy Prawo o ruchu drogowym), przez co nie muszą spełniać wymagań prawnych dla nich określonych.

## Podział pojazdów wolnobieżnych
W poniższej tabeli zamieszczono przeglądowy spis popularnych typów i rodzajów współcześnie produkowanych pojazdów wolnobieżnych wraz ze zdjęciami przykładowymi.
| Podział pojazdów wolnobieżnych | Podział pojazdów wolnobieżnych | Podział pojazdów wolnobieżnych | Podział pojazdów wolnobieżnych |
| Typ maszyny                    | Rodzaj maszyny                 | Zdjęcie                        |                                |
| ------------------------------ | ------------------------------ | ------------------------------ | ------------------------------ |
| Maszyny rolnicze               |                                |                                |                                |
| Kombajny                       |                                |                                |                                |
| Kosiarki samojezdne            |                                |                                |                                |
| Opryskiwacze                   |                                |                                |                                |
| Prasy                          |                                |                                |                                |
| Sadzarki                       |                                |                                |                                |
| Sieczkarnie                    |                                |                                |                                |
| Zgrabiarki                     |                                |                                |                                |
| Maszyny leśne                  | Forwardery i Harwardery        |                                |                                |
| Maszyny leśne                  | Harwestery                     |                                |                                |
| Maszyny leśne                  | Karczowniki                    |                                |                                |
| Maszyny leśne                  | Klembanki i Skidery            |                                |                                |
| Maszyny leśne                  | Rębaki                         |                                |                                |
| Maszyny leśne                  | Wciągarki                      |                                |                                |
| Maszyny budowlane              | Frezarki                       |                                |                                |
| Maszyny budowlane              | Koparki                        |                                |                                |
| Maszyny budowlane              | Koparkoładowarki               |                                |                                |
| Maszyny budowlane              | Ładowarki                      |                                |                                |
| Maszyny budowlane              | Palownice                      |                                |                                |
| Maszyny budowlane              | Recyklery                      |                                |                                |
| Maszyny budowlane              | Równiarki                      |                                |                                |
| Maszyny budowlane              | Spycharki                      |                                |                                |
| Maszyny budowlane              | Układarki                      |                                |                                |
| Maszyny budowlane              | Walce                          |                                |                                |
| Maszyny budowlane              | Wiertnice                      |                                |                                |
| Maszyny budowlane              | Zagęszczarki                   |                                |                                |
| Maszyny budowlane              | Zgarniarki                     |                                |                                |
| Maszyny budowlane              | Żurawie                        |                                |                                |
| Wózki transportowe             | Wózki bagażowe                 |                                |                                |
| Wózki transportowe             | Wózki platformowe              |                                |                                |
| Wózki transportowe             | Wózki podnośnikowe             |                                |                                |
| Wózki transportowe             | Wózki wysięgnikowe             |                                |                                |